# Judikael Magique Goualy
Judikael Magique Goualy (sinh ngày 21 tháng 1 năm 1993 ở Abidjan) simply Magique, là một cầu thủ bóng đá người Bờ Biển Ngà thi đấu ở vị trí tiền đạo cho câu lạc bộ Bồ Đào Nha SU Sintrense.

## Sự nghiệp bóng đá
Vào ngày 7 tháng 2 năm 2012, Magique có màn ra mắt cho Académica trong trận đấu tại Cúp Liên đoàn bóng đá Bồ Đào Nha 2011–12 trước Oliveirense.

## Danh hiệu
Académica de Coimbra
- Cúp bóng đá Bồ Đào Nha: 2011–12